# Bushmaster
Bushmaster ili Bushmaster Protected Mobility Vehicle ime je za oklopno borbeno vozilo koje proizvodi se u Australiji. Dizajn ovog oklopnog vozila razvila je Irska tvrtka Timoney Technology Ltd pod ugovorom s Perry Engineering iz Adelaide (Australija). Kasnije je ova licenca prodana s odobrenjem od Timoney Engineering tvrtci Thales Australia. Vozilo je izabrano nakon završenog natječaja 1998. od australskih oružanih snaga, i Thales Australija razvija razne inačice. Bushmaster se trenutno koriste oružane snage: Australije, Velike Britanije i Nizozemske. 